# Electronic Entertainment Expo 2015

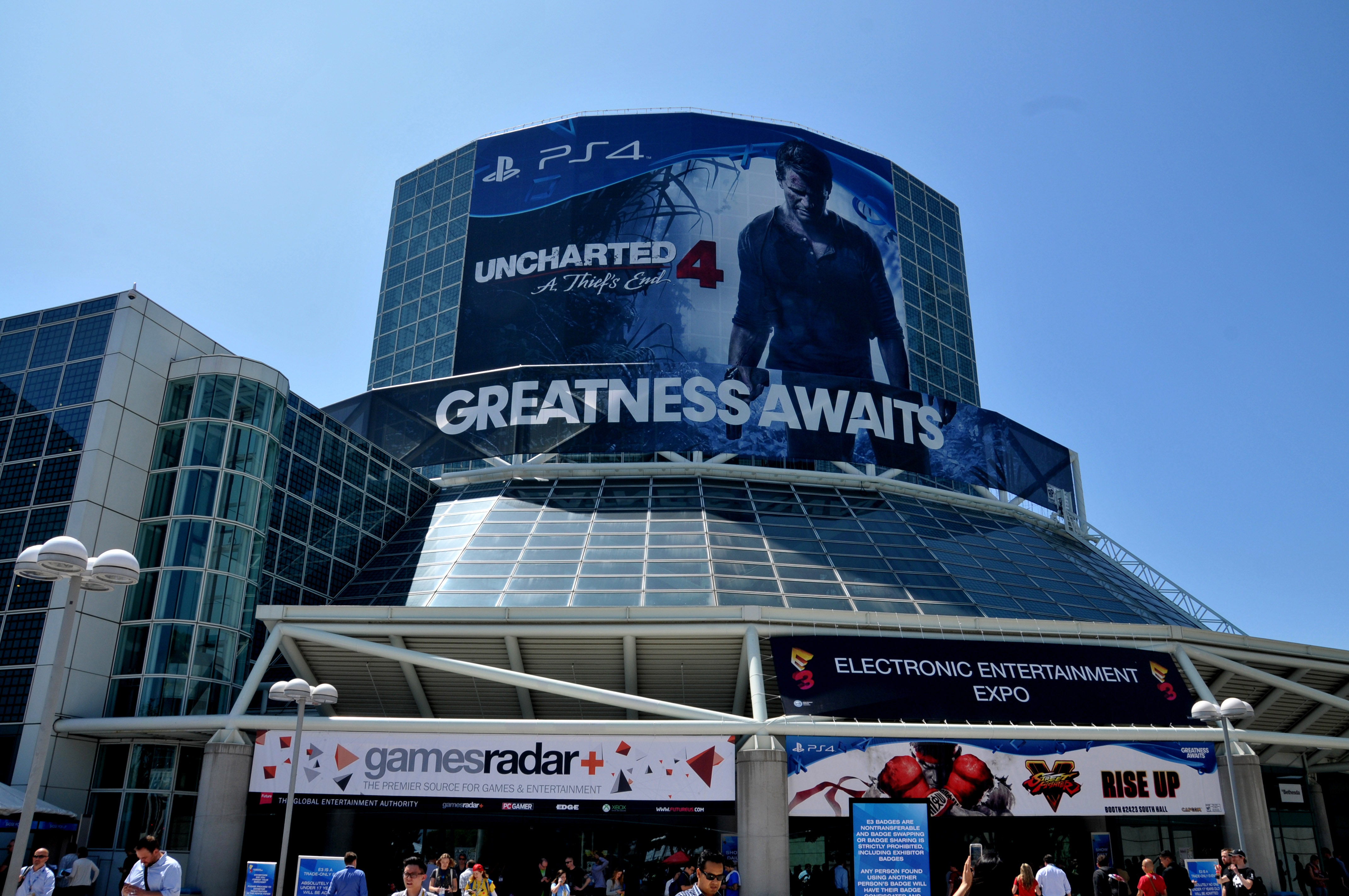
Le Los Angeles Convention Center pendant l'E3 2015.

L’Electronic Entertainment Expo 2015, communément appelé E3 2015, est la 21e édition d'un salon consacré exclusivement aux jeux vidéo organisé par l'Entertainment Software Association. L'événement se déroule du 16 au 18 juin 2015 au Los Angeles Convention Center à Los Angeles.
Les principaux exposants sont Microsoft, Nintendo et Sony Computer Entertainment.

## Conférences des principaux constructeurs

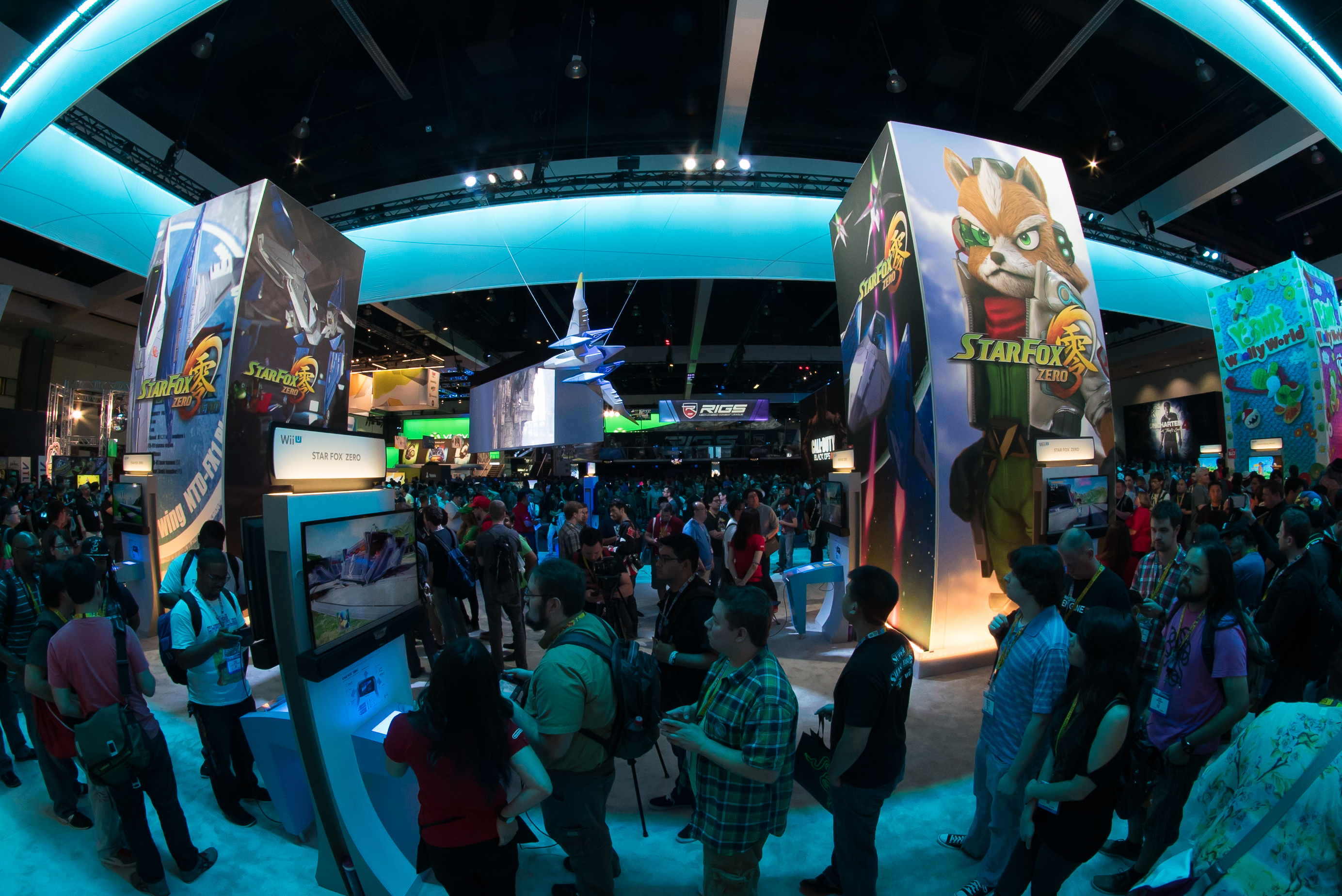
Digital event du 16 juin 2015

### Nintendo
Nintendo diffuse un Digital Event le 16 juin 2015 à 9 h 0 (Heure du Pacifique, PDT). Nintendo annonce Star Fox Zero, des figurines amiibo compatibles avec Skylanders: SuperChargers, The Legend of Zelda: Tri Force Heroes, Hyrule Warriors Legends, Metroid Prime: Federation Force, Fire Emblem Fates, Shin Megami Tensei X Fire Emblem, Xenoblade Chronicles X, Animal Crossing: Happy Home Designer, Animal Crossing: Amiibo Festival, Yoshi's Woolly World, Yo-kai Watch, Mario and Luigi: Paper Jam Bros., Mario Tennis: Ultra Smash et Super Mario Maker.

### Sony
La conférence Sony se déroule le lundi 15 juin à 18 h 0 (PDT). Sony annonce The Last Guardian, Street Fighter V, Destiny: The Taken King, Horizon Zero Dawn, Dreams, Hitman 6, Assassin's Creed Syndicate, World of Final Fantasy, le remake Final Fantasy VII Remake, Call of Duty: Black Ops III, Disney Infinity 3.0, Star Wars: Battlefront, Uncharted 4: A Thief's End. Le créateur de la franchise Shenmue, Yū Suzuki, est présent sur la scène pour annoncer le lancement d'un financement Kickstarter en vue de développer Shenmue III.

### Microsoft
La conférence Microsoft se déroule le 15 juin à 9 h 30 (PDT). Microsoft annonce ReCore, la rétrocompatibilité avec les jeux Xbox 360, une nouvelle manette Elite, Plants vs. Zombies: Garden Warfare 2, Dark Souls III, Ashen, Beyond Eyes, Ion, Rare Replay, Sea of Thieves, Gears of War: Ultimate Edition, Halo 5: Guardians, Forza Motorsport 6, Fallout 4, Tom Clancy's The Division, Tom Clancy's Rainbow Six: Siege, Gigantic, Tacoma, Cuphead, Rise of the Tomb Raider, Fable Legends, une version de Minecraft compatible avec Microsoft HoloLens et Gears of War 4.

## Conférences éditeurs

### EA
La conférence Electronic Arts se déroule le 15 juin à 13 h 0 (PDT). EA annonce Mass Effect: Andromeda, Need for Speed, Star Wars: The Old Republic - Knights of the Fallen Empire, Star Wars: Battlefront, Mirror's Edge Catalyst, Madden NFL 16, NHL 16, Rory Mcllroy PGA Tour 16, FIFA 16, NBA Live 16, Unravel, Plants vs. Zombies: Garden Warfare 2, Star Wars: Galaxy of Heroes et Minions Paradise.

### Ubisoft
La conférence Ubisoft se déroule le 15 juin à 15 h 0 (PDT). Ubisoft annonce South Park : L'Annale du Destin, For Honor, Tom Clancy's The Division, Anno 2205, Just Dance 2016, Tom Clancy's Rainbow Six: Siege, TrackMania Turbo, Assassin's Creed Syndicate et Tom Clancy's Ghost Recon Wildlands.

### Square Enix
La conférence Square Enix se déroule le 16 juin à 10 h 0 (PDT). Square Enix annonce Nier: Automata, Lara Croft Go, Kingdom Hearts Unchained χ, Star Ocean: Integrity and Faithlessness, Project Setsuna, Just Cause 3, Rise of the Tomb Raider, Kingdom Hearts III, World of Final Fantasy, Hitman et Deus Ex: Mankind Divided.

### Bethesda
Pour la première fois, Bethesda organise une conférence lors du salon. Celle-ci se déroule le 14 juin 2015 à 19 h 0 (PDT). Bethesda présente Fallout Shelter, Dishonored: Definitive Edition, Dishonored 2, The Elder Scrolls: Legends, Fallout 4, Doom et BattleCry.

### PC Gaming Show
La conférence du PC Gaming Show se déroule le mardi 16 juin à 17 h 0 (PDT) en live sur Twitch. Des acteurs importants du marché du jeu vidéo sur PC sont présents, dont : AMD, Blizzard Entertainment, Bohemia Interactive, Cliff Bleszinski, Cloud Imperium Games, Dean Hall, Devolver Digital, Humble Bundle, Heart Machine, Paradox Interactive, Square Enix, Tripwire Interactive.

## Jeux notables présents lors de l'E3 2015
| 2K Games - Battleborn (PC / PS4 / Xbox One) - WWE 2K16 (PS3 / PS4 / Xbox 360 / Xbox One) - XCOM 2 (PC) 505 Games - Abzû (PC / PS4) - Adrift (PC / PS4 / Xbox One) - Assetto Corsa (PS4 / Xbox One) - Brothers: A Tale of Two Sons (PS4 / Xbox One) - Payday 2: Crimewave Edition (PS4 / Xbox One) - Overkill's The Walking Dead (PC / PS4 / Xbox One) Activision - Call of Duty: Black Ops III (PC / PS3 / PS4 / Xbox 360 / Xbox One) - Destiny (PS3 / PS4 / Xbox 360 / Xbox One) - Guitar Hero Live (PC / PS3 / PS4 / Wii U / Xbox 360 / Xbox One) - Skylanders: SuperChargers (3DS / iOS / PS3 / PS4 / Wii / Wii U / Xbox 360 / Xbox One) - Tony Hawk's Pro Skater 5 (PS3 / PS4 / Xbox 360 / Xbox One) - Transformers: Devastation (PC / PS3 / PS4 / Xbox 360 / Xbox One) Atlus - Persona 4: Dancing All Night (Vita) - Persona 5 (PS3 / PS4) Bandai Namco Entertainment - Dark Souls III (PC / PS4 / Xbox One) - Naruto Shippūden: Ultimate Ninja Storm 4 (PC / PS4 / Xbox One) Bethesda Softworks - BattleCry (PC) - Dishonored: Definitive Edition (PS4 / Xbox One) - Dishonored 2 (PC / PS4 / Xbox One) - Doom (PC / PS4 / Xbox One) - Fallout 4 (PC / PS4 / Xbox One) - Fallout Shelter (iOS / Android) - The Elder Scrolls Online: Tamriel Unlimited (PS4 / Xbox One) - The Elder Scrolls: Legends (PC / iOS) Capcom - Devil May Cry 4: Special Edition (PC / PS4 / Xbox One) - Mega Man Legacy Collection (PC / PS4 / Xbox One / 3DS) - Resident Evil 0 HD Remaster (PC / PS3 / PS4 / Xbox 360 / Xbox One) - Street Fighter V (PC / PS4) CI Games - Sniper: Ghost Warrior 3 (PC / PS4 / Xbox One) Crytek - Hunt: Horrors of the Gilded Age (PC / PS4 / Xbox One) - Robinson: The Journey (NC) Devolver Digital - Shadow Warrior 2 (PC / PS4 / Xbox One) Disney Interactive Studios - Disney Infinity 3.0 (PC / PS3 / PS4 / Wii U / Xbox 360 / Xbox One) Electronic Arts - FIFA 16 (PC / PS3 / PS4 / Xbox 360 / Xbox One) - Madden NFL 16 (PS3 / PS4 / Xbox 360 / Xbox One) - Mass Effect: Andromeda (PC / PS4 / Xbox One) - Minions Paradise (iOS / Android) - Mirror's Edge Catalyst (PC / PS4 / Xbox One) - NBA Live 16 (PS4 / Xbox One) - Need for Speed (PC / PS4 / Xbox One) - NHL 16 (PS4 / Xbox One) - Plants vs Zombies: Garden Warfare 2 (Xbox One) - Star Wars: Battlefront (PC / PS4 / Xbox One) - Star Wars: The Old Republic - Knights of the Fallen Empire (PC) - Unravel (PC / PS4 / Xbox One) | Focus Home Interactive - Act of Aggression (PC) - Battlefleet Gothic: Armada (PC) - Blood Bowl 2 (PC / PS4 / Xbox One) - Divinity: Original Sin Enhanced Edition (PC / PS4 / Xbox One) - Mordheim: City of the Damned (PC / PS4 / Xbox One) - Space Hulk: Deathwing (PC / PS4 / Xbox One) - The Technomancer (PC / PS4 / Xbox One) - Vampyr (NC) Frictional Games - Soma (PC / PS4) Harmonix - Amplitude (PS3 / PS4) - Rock Band 4 (PS4 / Xbox One) Hello Games - No Man's Sky (PC / PS4) Konami - Metal Gear Solid V: The Phantom Pain (PC / PS3 / PS4 / Xbox 360 / Xbox One) - Pro Evolution Soccer 2016 (PC / PS3 / PS4 / Xbox 360 / Xbox One) Microsoft - Fable Legends (PC / Xbox One) - Forza Motorsport 6 (Xbox One) - Gears of War Ultimate Collection (Xbox One) - Gears of War 4 (Xbox One) - Halo 5: Guardians (Xbox One) - Rare Replay (Xbox One) - ReCore (Xbox One) - Rise of the Tomb Raider (Xbox 360 / Xbox One) - Sea of Thieves (PC / Xbox One) Natsume - Brave Tank Hero (3DS / Wii U) - Gotcha Racing (3DS) - Harvest Moon: Seeds of Memories (iOS / PC / Wii U) - Ninja Strike (Wii U) Nintendo - Animal Crossing: Amiibo Festival (Wii U) - Animal Crossing: Happy Home Designer (3DS) - Chibi-Robo! Zip Lash (3DS) - Devil's Third (Wii U) - EarthBound Beginnings (Wii U) - Project Zero : La Prêtresse des Eaux noires (Wii U) - Fire Emblem Fates (3DS) - Hyrule Warriors Legends (3DS) - The Legend of Zelda: Tri Force Heroes (3DS) - Mario and Luigi: Paper Jam Bros. (3DS) - Mario et Sonic aux Jeux olympiques de Rio 2016 (3DS / Wii U) - Mario Tennis: Ultra Smash (Wii U) - Metroid Prime: Federation Force (3DS) - Shin Megami Tensei X Fire Emblem (Wii U) - Star Fox Zero (Wii U) - Super Mario Maker (Wii U) - Xenoblade Chronicles X (Wii U) - Yo-kai Watch (3DS) - Yoshi's Woolly World (Wii U) N-Space - Sword Coast Legends (PC / PS4 / Xbox One) Panic - Firewatch (PC / PS4 / Xbox One) Paradox Interactive - Hollowpoint (PC / PS4) | RocketWerkz - ION (PC / Xbox One) Sony Computer Entertainment - Drawn to Death (PS4) - Dreams (PS4) - God of War III Remastered (PS4) - Horizon: Zero Dawn (PS4) - Journey (PS4) - Ratchet and Clank (PS4) - Tearaway Unfolded (PS4) - The Last Guardian (PS4) - The Tomorrow Children (PS4) - Uncharted 4: A Thief's End (PS4) - Until Dawn (PS4) Square Enix - Deus Ex: Mankind Divided (PC / PS4 / Xbox One) - Dragon Quest Heroes: The World Tree's Woe and the Blight Below (PS4) - Final Fantasy VII (PS4) - Final Fantasy XIV: Heavensward (PC / PS3 / PS4) - Hitman (PC / PS4 / Xbox One) - Just Cause 3 (PC / PS4 / Xbox One) - Kingdom Hearts III (PS4 / Xbox One) - Kingdom Hearts: Unchained χ (Android / iOS) - Lara Croft Go (iOS / Android) - Life is Strange (PC / PS3 / PS4 / Xbox 360 / Xbox One) - Nier: Automata (PS4) - Project Setsuna (NC) - Star Ocean: Integrity and Faithlessness (PS3 / PS4) - World of Final Fantasy (PS4 / Vita) Team17 - Galak-Z: The Dimensional (PC / PS4 / Vita) Team Meat - Super Meat Boy (PS4 / Vita) Telltale Games - The Walking Dead: Michonne (PC / PS3 / PS4 / Xbox 360 / Xbox One / iOS / Android) Ubisoft - Assassin's Creed Syndicate (PC / PS4 / Xbox One) - The Crew (PC / PS4 / Xbox 360 / Xbox One) - For Honor (PC / PS4 / Xbox One) - Just Dance 2016 (PS3 / PS4 / Wii / Wii U / Xbox 360 / Xbox One) - South Park : L'Annale du Destin (PC / PS4 / Xbox One) - Tom Clancy's Ghost Recon Wildlands (PC / PS4 / Xbox One) - Tom Clancy's Rainbow Six: Siege (PC / PS4 / Xbox One) - Tom Clancy's The Division (PC / PS4 / Xbox One) - TrackMania Turbo (PC / PS4 / Xbox One) Warhorse Studios - Kingdom Come: Deliverance (PC / PS4 / Xbox One) Warner Bros. - Batman: Arkham Knight (PC / PS4 / Xbox One) - Lego Marvel's Avengers (3DS / PC / PS3 / PS4 / Vita / Wii U / Xbox 360 / Xbox One) - Lego Dimensions (PS3 / PS4 / Wii U / Xbox 360 / Xbox One) - Mad Max (PC / PS4 / Xbox One) WayForward Technologies - Shantae: Half-Genie Hero (PC / PS3 / PS4 / Vita / Wii U / Xbox 360 / Xbox One) Viva Media - Goliath (PC) XSEED Games - Corpse Party: Blood Drive (Vita) - Earth Defense Force 2: Invaders from Planet Space (Vita) - Earth Defense Force 4.1 - The Shadow of New Despair (PS4) - The Legend of Heroes: Trails of Cold Steel (PS3 / Vita) - Onechanbara Z2: Chaos (PS4) - Return to PololoCrois: A Story of Seasons Fairy Tale (3DS) - Senran Kagura: Estival Versus (PS4 / Vita) - Senran Kagura 2: Deep Crinson (3DS) |